# 팜반동
팜반동(베트남어: Phạm Văn Đồng,  1906년 3월 1일 ~ 2000년 4월 29일)은 베트남의 정치인이자 반프랑스 독립운동가, 공산주의 사상가로, 호찌민의 동료였다. 1955년 ~ 1976년 북베트남의 정부수상을 지냈으며, 베트남의 재통일 이후 1976년 ~ 1987년 베트남의 정부수상을 지냈다.

## 인물과 경력
공식 기록에 의하면, 팜반동은 1906년 꽝응아이 성 마을 관리 가정에서 태어났다. 1926년 3월, 19세의 나이 때, 베트남의 독립운동가 판쭈찐 (Phan Chu Trinh)의 죽음을 애도하기 위한 학생 농성 운동에 학생 중 하나로 참여하였다. 이때 그는 공산당 및 통일 베트남에 대한 관심을 높였다. 1926년 그는 중국 남부의 광저우로 향해 응우옌아이꾸옥 (Nguyễn Ái Quốc, 후에 호찌민으로 알려짐.) 이 운영하는 교육 과정에 참여하였다. 그 시기 장제스가 설립한 황포군관학교에서도 교육을 받았다. 1929년 베트남으로 돌아온 그는 사이공에서 혁명동지회를 위해 활동했으나, 같은 해 프랑스 경찰에게 체포되어 재판에서 징역 10년을 선고받았다. 1936년 선거에서 승리한 프랑스 인민 전선 정부의 사면으로 석방될 때까지 그는 풀로 콩도르 섬 감옥(Poulo Condor Island Prison)에 갇혀있었다.

### 제1차 인도차이나 전쟁
팜반동은 1940년 인도차이나 공산당에 참가하였고, 그 후 호찌민이 지도하는 각종 활동에 공헌하였다. 1945년 8월 혁명 (Cách mạng tháng Tám)으로 호찌민이 권좌에 오르면서 팜반동은 베트남 민주 공화국 정부의 재정부 부장에 임명돼, 1954년까지 그 지위에 있었다. 팜반동은 또한 1946년 프랑스 퐁텐블로에서 열린 베트남-프랑스 전후 협상에서 베트남 측 대표 단장을 맡은 바 있다.
제1차 인도차이나 전쟁에서 프랑스 식민지군과 싸웠다. 프랑스는 1954년 디엔비엔푸 전투에서의 대패로 강화를 요구하였고, 1954년 팜반동은 제네바 협정에서 호찌민 정부의 대표단을 이끌었다. 치열한 협상 이후, 평화 협정이 체결되어 프랑스군은 새로 독립한 북베트남과의 직접 대결에서 철수하였고, 팜반동은 프랑스 총리 피에르 망데스프랑스와 함께 평화 협정에 서명하였다.

### 1954년 ~ 1987년
1954년, 팜반동은 부수상 겸 외교부 부장에 취임하였으며, 또 1955년 제1기 제5회 베트남 국회에서 호찌민이 겸하고 있던 수상직을 계승하였다. 이후 그는 항미 전쟁 시기의 베트남 지도자 가운데 한 사람으로 알려졌다. 미국과의 전투에서 베트남의 재정 지원하는 중화인민공화국 정부와 긴밀한 관계를 가진 것으로 알려져 있으며, 그는 또 린든 존슨, 리처드 닉슨 행정부 시기, 전쟁을 종결짓기 위한 평화 회담에 관련된 사람 중 한 사람이기도 하였다.
일반적으로 팜반동은 완고한 공산주의 민족주의 지도자 호찌민의 가장 충실한 제자 가운데 한 사람으로, 독립과 통일을 위해 싸운 베트남의 전쟁의 주요 인물이었다. 특히 팜반동은 1975년 베트남 통일 이후, 당내 다양한 투쟁에서 중립적 입장을 유지하려고 하는 정치인으로 알려졌다.
1981년, 미국의 언론인이자 역사가 스탠리 카노 (Stanley Karnow) 와의 인터뷰에서 그는 이렇게 말하였다.
"예, 우리는 미국을 이겼습니다. 그러나 지금 우리는 여러 문제에 시달리고 있습니다. 식량도 충분하지 않습니다. 우리는 가난한 개발 도상국입니다. 당신도 알다시피, 전쟁을 실행하는 것은 간단하지만, 한 나라를 운영하는 것은 매우 어렵습니다."

 팜반동은 1987년까지 32년간 수상을 지냈으며, 1987년 제6차 당대회에서 은퇴하였다.

### 은퇴
팜반동은 공공기관에서 은퇴했지만, 1986년 ~ 1997년 베트남 공산당 중앙위원회의 고문을 지냈다. 그는 종종 부정부패를 억제하기 위해 큰 노력을 하도록 당에 촉구했으나, 오늘날 베트남에서도 부패는 큰 문제로 남아있다. 중앙위원회 고문 임기가 만료된 이후에도 그는 비슷한 문제에 대해 조언하였다. 말년에 그는 중병에 걸려 손을 쓸 수 없었고, 다른 사람이 그의 말을 대필하였다.
2000년, 베트남 공산당과 베트남 정부는 팜반동이 몇 개월의 투병 생활 후, 그해 4월 하노이에서 94세의 나이로 사망했다고 발표하였다. 같은 해 5월, 기념 행사와 장례식이 하노이에서 치러졌다.